# Strawberry, Arkansas
Strawberry là một thị trấn thuộc quận Lawrence, tiểu bang Arkansas, Hoa Kỳ. Năm 2010, dân số của thị trấn này là 302 người.

## Dân số
- Dân số năm 2000: 283 người.
- Dân số năm 2010: 302 người.